# Silber-Pfeifhase
Der Silber-Pfeifhase (Ochotona argentata) ist eine Säugetierart aus der Familie der Pfeifhasen (Ochotonidae) innerhalb der Hasenartigen (Lagomorpha). Ihr Verbreitungsgebiet ist auf das Helan Shan im autonomen Gebiet Ningxia der Volksrepublik China beschränkt.

## Merkmale
Der Silber-Pfeifhase ist ein großer Pfeifhase mit einer Körperlänge von 20,8 bis 23,5 Zentimetern bei einem Gewicht von 176 bis 236 Gramm. Er hat im Sommer ein einfarbig helles, rotbraunes Fell und ähnelt damit dem Roten Pfeifhasen (Ochotona rutila) und dem Großohr-Pfeifhasen (Ochotona macrotis). Im Winter ist die Rückenfärbung ebenso wie die restliche Körperfärbung silberfarben, wobei die Haare blass stahlgrau mit schwarzen Spitzen sind; daher stammen der englische Name „Silver Pika“ und das Artepitheton argentata (von lat. argentum = Silber). Die Füße sind oberseits weiß und unterseits grau und das Bauchfell ist weiß und gelbbraun durchsetzt. Die Ohren erreichen eine Länge von 22 bis 25 Millimeter, die Hinterfüße sind 31 bis 35 Millimeter lang.
Der Schädel unterscheidet sich von dem des Altai-Pfeifhasen durch deutlich größere Augenhöhlen sowie größere Fenster im vorderen Gaumenbein.

## Verbreitung

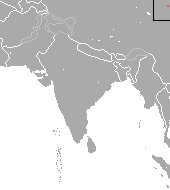
Verbreitungsgebiet des Silber-Pfeifhasen (Ochotona argentata)

Der Silber-Pfeifhase ist ein endemisch in der Volksrepublik China und dort auf das Helan Shan im Autonomen Gebiet Ningxia beschränkt. Die Art lebt im Bereich des Hochgebirges auf einer Fläche von nur drei Quadratkilometern mit einer Länge von 2 Kilometern und einer Breite von 1,5 Kilometern.

## Lebensweise
Über die Lebensweise dieses Pfeifhasen liegen nur sehr wenige Informationen vor. Der Lebensraum beschränkt sich auf die felsigen Randbereiche eines Waldgebietes im Helan Shan. Dabei lebt er zwischen den Steinen und nutzt auch Minenschächte mit Tiefen von bis zu 20 Metern vom Eingang. Wie andere Arten bildet auch dieser Pfeifhase Heuballen aus verfügbarer Vegetation als Nahrungsreservoir. Im Vergleich zu Ochotona pallasi und dem Altai-Pfeifhasen (Ochotona alpina) kommuniziert diese Art sehr wenig.

## Systematik
Der Silber-Pfeifhase wurde als eigenständige Art den Pfeifhasen (Gattung Ochotona) und der Untergattung Pika zugeordnet, Unterarten sind nicht bekannt. Ursprünglich wurde die Art als Unterart des Altai-Pfeifhasen (Ochotona alpina) betrachtet und zeitweise als O. helanshanensis beschrieben.
Auf der Basis molekularer Daten wurde angenommen, dass O. helanshanensis (= O. argentata) als Unterart von Ochotona pallasi angesehen werden müsste, der genetische Abstand wird dafür jedoch als zu groß eingestuft und der Karyotyp (2n = 38) der beiden Arten unterscheidet sich. O. argentata wird stattdessen der alpina-hyperborea-Gruppe zugeordnet, als deren Schwesterart Ochotona pallasi gilt. Eine endgültige Klärung des Artstatus steht noch aus, da neuere Daten erneut eine Zuordnung zu O. pallasi empfehlen.

## Gefährdung und Schutz
Die Art wird von der International Union for Conservation of Nature and Natural Resources (IUCN) aufgrund ihres sehr begrenzten Verbreitungsgebietes innerhalb eines einzigen Waldgebietes mit einer Fläche von nur drei Quadratkilometern als vom Aussterben bedroht (critically endangered) eingestuft. Dieses Waldgebiet und damit der Lebensraum wurde durch Holzeinschlag zudem in der Vergangenheit weiter verkleinert und es wird angenommen, dass die Entwaldung im Verbreitungsgebiet weiter fortschreitet.

## Belege
1. 1 2 3 4 5 6 7  Silver Pika. In: Andrew T. Smith, Yan Xie: A Guide to the Mammals of China. Princeton University Press, 2008; S. 277. ISBN 978-0-691-09984-2.
2. 1 2 3 4 5  Ochotona argentata in der Roten Liste gefährdeter Arten der IUCN 2012.2. Eingestellt von: Andrew T. Smith, C. H. Johnston, 2008. Abgerufen am 29. Dezember 2012.
3. ↑  Don E. Wilson & DeeAnn M. Reeder (Hrsg.): Ochotona argentata (Seite nicht mehr abrufbar, festgestellt im Mai 2019. Suche in Webarchiven)  Info: Der Link wurde automatisch als defekt markiert. Bitte prüfe den Link gemäß Anleitung und entferne dann diesen Hinweis. in Mammal Species of the World. A Taxonomic and Geographic Reference (3rd ed).
4. ↑  Don E. Wilson & DeeAnn M. Reeder (Hrsg.): Ochotona pallasi (Memento des Originals vom 1. Februar 2016 im Internet Archive)  Info: Der Archivlink wurde automatisch eingesetzt und noch nicht geprüft. Bitte prüfe Original- und Archivlink gemäß Anleitung und entferne dann diesen Hinweis. in Mammal Species of the World. A Taxonomic and Geographic Reference (3rd ed).